# Серро-Амате
Серро-Амате (исп. Cerro-Amate) — один из одиннадцати административных районов, на которые подразделяется городской муниципалитет Севилья, находящийся в составе комарки Большая Севилья.

## Расположение
Район расположен в восточной части Севильи.
Граничит с:
- Южным районом и муниципалитетом Алькала-де-Гвадаира — на юге;
- районом Нервьон — на западе;
- районом Сан-Пабло-Санта-Хуста — на севере;
- районом Эсте-Алькоса-Торребланка — на севере и востоке.

## Административное деление
Административно район Серро-Амате подразделяется на 8 микрорайонов (исп. barrios):
- Амате (исп. Amate);
- Иоанн XXIII (исп. Juan XXIII);
- Лос-Пахарос (исп. Los Pájaros);
- Рочеламберт[исп.] (исп. Rochelambert);
- Санта-Аурелия-Кантабрико-Атлантико-Ла-Ромерия (исп. Santa Aurelia-Cantábrico-Atlántico-La Romería);
- Пальмете (исп. Palmete);
- Эль-Серро (исп. El Cerro);
- Ла-Плата (исп. La Plata)[3][4].

## Население
По состоянию на:
- 1 января 2012 года население района составляло 90 434 человека (44 131 мужчина и 46 303 женщины);
- 1 января 2011 года — 90 599 человек (44 203 мужчины и 46 396 женщин)[2].